# Shipdock
Shipdock was van 2005 tot 2013 de naam van een scheepswerf en staalconstructeur in Amsterdam. In 2013  werd het bedrijf overgenomen door Damen Shipyards Group en voert het de werkzaamheden uit onder de naam Damen Shiprepair Amsterdam. Damen bezit internationaal vijfendertig werven in de scheepsbouw- en onderhoudssector. 
De werf in Amsterdam is gevestigd op een deel van het terrein van de voormalige Nederlandsche Dok en Scheepsbouw Maatschappij. Deze werf is in 1979 opgeheven en opgevolgd door de NSM (nieuwbouw) en de ADM (reparatie). Beide zijn in 1984 failliet gegaan. Voor de ombouw van de De Ruyter tot Almirante Grau werd de ADM werf tijdelijk voortgezet onder de naam ADM Naval Services. In 1987 werd Shipdock Amsterdam gesticht door DCG Holding. Deze werd in 1999 overgenomen door de IMCA Group van Erik de Vlieger. In 2003 werd de naam veranderd in Amsterdam Ship Repair, maar in 2005 ging de werf failliet.
In juli 2005 besloten Volharding Shipyards, Braspenning Coatings en het voormalige management het bedrijf voort te zetten onder de naam Shipdock. Daarbij werd ook de werf van Volharding Shipyards in Harlingen onderdeel van het bedrijf. Deze werf was in 2001 door Volharding overgenomen van Bijlsma Shipyard. Daarnaast maakt ook Niron Staal Amsterdam onderdeel uit van het bedrijf.